# Altes Schloss
Altes Schloss est un château et un musée de Dillingen, dans la Sarre, en Allemagne.